# 레오 틴데만스
레오나르 클레망스 "레오" 틴데만스(Leonard Clemence "Leo" Tindemans, 1922년 4월 16일 ~ 2014년 12월 26일)는 벨기에의 정치인으로 1974년 4월 25일부터 1978년 10월 20일까지 43대 총리를 역임하였다. 그는 기독교민주당과 플람스의 당원이었다.

## 어린 시절
안트베르펀 주 즈베인드레흐트에서 로마 가톨릭 집안에게 태어났다.

## 정치 경력

### 초기 경력
틴데만스는 기독교민주당과 플람스 소속이었다. 당시 당은 플란데런 지방의 북부에서 강세였다. 틴데만스는 1961년 벨기에 하원에 선출되었고, 1965년, 1968년, 1971년, 1974년, 1977년과 1978년에도 재선되었다. 1965년부터 1973년까지 틴데만스는 에더헴의 시장을 지내기도 하였다.
1968년 틴데만스는 벨기에가 연방제로 전향하기 시작한 것을 본 첫 헌법적 개혁을 자신이 준비하는 동안에 공동체들 사이에 관계들과 함께 전력을 기울인 장관이 되었다. 1972년 농업부 장관, 1973년 부총리 겸 예산부 장관이 되었다.

### 총리 재임 (1974 ~ 78)

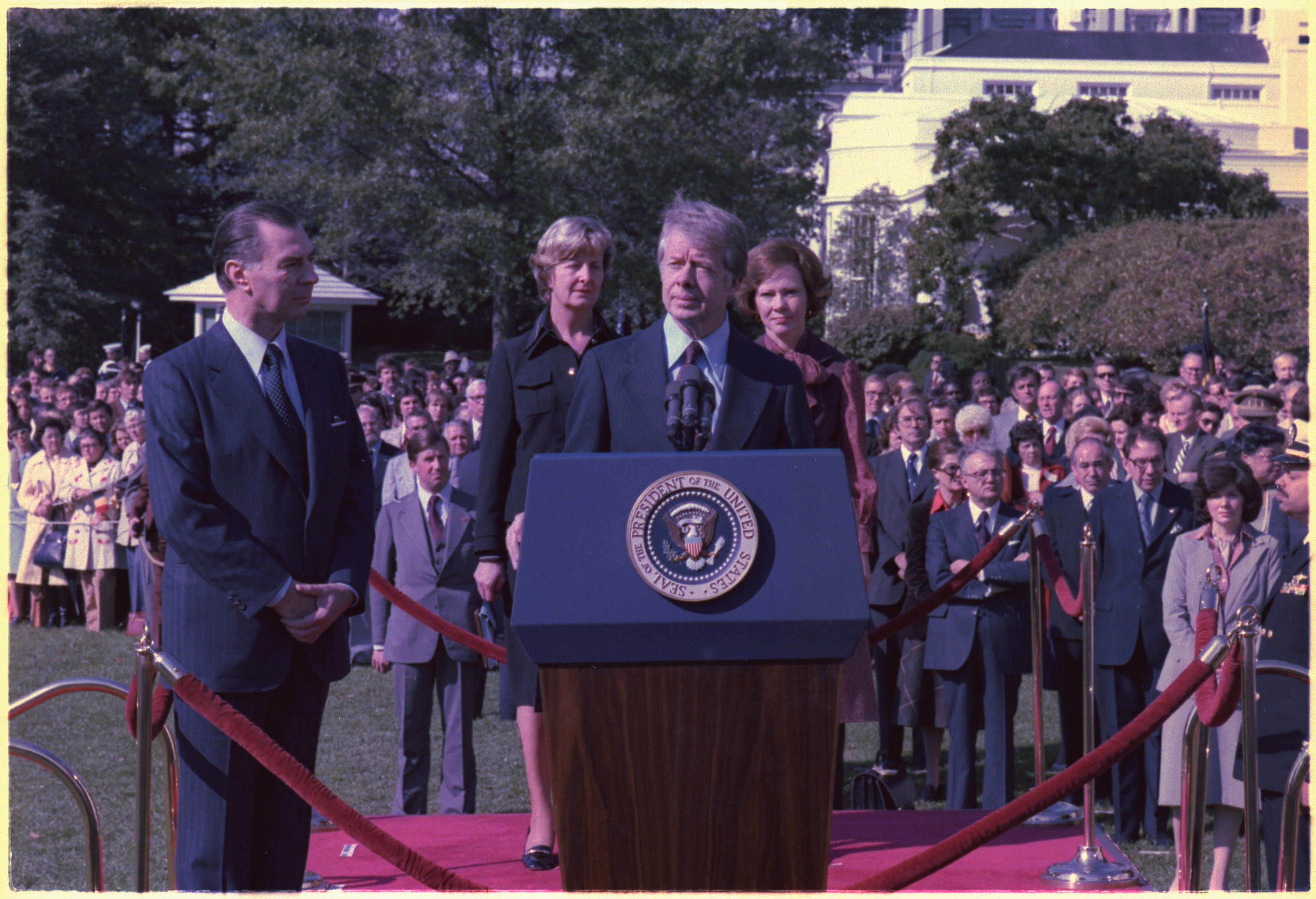
백악관에서 지미 카터 미국 대통령이 틴데만스 총리의 도착을 영접하는 모습

1974년 4월 25일부터 1978년 10월 20일까지 틴데만스는 2개의 벨기에 정부에서 총리를 지냈다. 그의 첫 내각은 기독교민주당과 자유당원들에 의하여 형성된 소수 정부였다. 그의 첫 정부가 1977년 몰락할 때 틴데만스는 벨기에에서 아직도 아무 선거를 위한 기록인 983,000개의 투포와 함께 빠른 총선을 이겼다. 이 일은 기독교민주당, 사회당과 플람스 국민당원들과 그의 두번째 내각을 형성하였다. 그의 두번째 정부는 에그몽 협정을 둘러싼 논쟁으로 인하여 몰락하였다.
1976년 샤를마뉴 상을 수상하였다.

### 틴데만스 리포트
1974년 파리 정상 회의의 결론에서 틴데만스는 "유럽 연합" 교섭에 의하여 무엇을 의미하나에 규정을 지으는 데 보고를 소망하면서 전력을 기울였다. 유럽 의회, 유럽 위원회와 유럽 재판소에 의하여 작성된 보고들 만을 상담하지 않고, 틴데만스는 또한 유럽의 정부들의 의원들로부터 조언을 추구하기도 하였다. 그는 신중히 교섭 헌법을 이용하는 것을 피하는 것을 추구하고 대신 "지속적인 진행 만에 의하여 성취될 수 있는 유럽의 통합의 역사에서 새로운 단계"로서 자신의 제안을 위탁하였다. 4개의 주요 분야들이 보고에서 개설되었는 데 유럽의 외교 정책, 유럽의 경제·사회 정책들, 유럽의 시민권리들과 존재하는 유럽 협회들의 강화였다.
공동적 외교 정책에 관해서 틴데만스는 유럽이 안전, 관세와 무역에 의해서만 아니라 경제적 의미에서도 단일성을 향하여 증정해야 한다고 주장하였다. 그는 이 논쟁들을 다루는 데 단 하나의 결정을 만드는 중심의 창조를 위하여 주창하여 회원국들 사이에 외교 정책 협력을 법적 의무로 만들었으며 틴데만스는 이 역할이 크게 강화된 의회 안에 놓일 것 같은 느낌이 들었다. 그는 각국의 자기 권익들 위에 합동 활동의 권익을 놓는 데 주장하고, 선택적인 유럽의 결정들을 대표하기 위한 책임을 둔 사절단을 놓기 위하여 주창하였다. 추가로 틴데만스는 유럽-미국 관계들을 강화하는 특별한 중요성을 놓아 사절단이 미국에 유럽 연합을 대표하는 데 지정하는 제의를 하였다. 유럽의 외교 전선에 마지막으로 틴데만스는 공동적 방어 정책의 최후적 창조를 위하여 주창하였다.
경제와 사회 정책 전선에 틴데만스는 1970년대 초반의 불경기 동안에 유럽에서 진열된 공동적 경제와 기금 정책에 관한 다시 일으켜진 결정들을 위하여 주창하였다. 회담의 이 재생의 일부로서 그는 또한 합동과 변경을 위하여 주창하기도 하였다. 그는 국내적 기금 정책, 예산 정책과 인플레이션의 통제를 위한 계획들을 설립에 의하여 기금 정책의 극복을 확장하는 데 제출하였다. 틴데만스는 유럽 경제 공동체 안에서 존재한 자본의 자유 무역으로 남아있는 장애물들을 폐지하는 성원을 하였다. 결국, 틴테만스는 시민들의 유럽을 위하여 희망을 가지고 유럽의 민권, 소비자 권리와 환경의 보호를 위하여 주창하였다. 그는 또한 유럽의 여권 연합과 합류된 교육 제도들의 창조를 위하여 추진하기도 하였다. 결국적으로 틴데만스는 주요한 제도적인 개혁에 용기를 주어 유럽 의회로 증가된 권력들과 유럽 회의, 장관 회의와 유럽 위원회를 위한 전체의 개혁을 위하여 추진하였다.
당시 경제적 상태로 인하여 틴데만스 리포트는 즉시 효과로 만드는 데 실패하였다. 이 일에 불구하고 리포트는 유럽 연합에 해마다의 진보적 리포트를 창조하는 데 외무장관 회의와 위원회로부터 요청을 발생시켰다. 추가로 극복에서 완전히 낙천주의와 연방주의에 불구하고 틴데만스가 주창한 몇몇의 조항들은 결국 유럽 연합을 위한 상징들은 물론, 공동적 경제와 외교 정책 같은 유럽 연합에서 자신들을 찾았다.

## 후반의 경력
1976년 브뤼셀에 유럽 국민당의 의회를 창립하는 동안 그는 1979년 유럽 의회로 첫 직접 선거가 열리는 동안 유럽 국민당과 지도적인 당의 다른 지도자들과 당원들 사이에 여론을 조화시키고 찾는 중요한 임무가 주어진 역할인 신당의 초대 의장으로 선출되었다.
1978년 틴데만스는 헤이엇-와트 대학교에서 명예 학위를 받았다.
틴데만스는 983,000개의 투표들과 함께 유럽 의회로 선출되었고, 1979년부터 1981년까지 그 의회의 의원이었다. 1981년 총선과 함께 틴데만스는 벨기에 정계로 돌아와 1989년까지 외무장관을 지냈다. 1989년 유럽 선거와 함께 틴데만스는 자신이 1999년 퇴직할 때까지 2개의 기간들을 지낸 유럽 의회로 돌아갔다. 그는 틴데만스 그룹의 의장(1994 ~ 95)이었다.

## 사망
2014년 12월 26일 에더헴에서 92세의 나이로 사망하였다.